# Tomás Manzi
Tomás Andrés Cañas Manzi (Heidelberg, 4 de septiembre de 1989) es un cantante y músico chileno, integrante del grupo de pop rock chileno Kudai.

## Biografía
Tomás nació en Heidelberg, Alemania, durante un viaje que sus padres estaban realizando allí, pero su nacionalidad es chilena.

## Carrera
En 1999, fue seleccionado junto a Pablo Holman, Nicole Natalino y Bárbara Sepúlveda para participar en un proyecto musical infantil llamado Ciao.
De 2003 a 2010, formó parte de Kudai junto a sus compañeros de Ciao. El grupo alcanzó fama en Latinoamérica y actualmente es considerada la banda más importante de su país, junto con Los Prisioneros.

### 2010-presente
Tras la desintegración de Kudai, se unió al proyecto musical Leamitie con Sepúlveda, y luego se alejó de la música durante un tiempo para tomar un descanso.
En noviembre de 2016, retomó su carrera musical con Kudai, tras el aclamado regreso de la banda tras una ausencia de seis años. Actualmente, la banda sigue en activo.
Manzi es el primer miembro de Kudai que fue acreditado por participar en la composición de una de las canciones del grupo, siendo el tema Vuelve a Mi del álbum Revuelo del 2021. 

## Discografía

### Ciao
- 2002: El poder de los niños

### Kudai
- 2004: Vuelo
- 2006: Sobrevive
- 2008: Nadha
- 2010: Grandes éxitos
- 2019: Laberinto
- 2021: Revuelo